# Smockey
Smockey (eigentlich Serge Bambara, * 24. Oktober 1971 in Ouagadougou, Obervolta, heute Burkina Faso) ist ein Hip-Hop-Künstler, Produzent und politischer Aktivist aus dem westafrikanischen Staat Burkina Faso.

## Leben
Nach der Produktion einer Single bei EMI in Frankreich, wo er seit 1991 lebte, zog Smockey (von frz.: se moquer „verspotten“), Sohn eines Bissa und einer Französin zurück in sein Heimatland. Er gründete dort das Studio Abazon und brachte bisher zwei Alben auf den Markt; Épithaph (unter anderem mit Yeleen, Wed Hyack und Féenose) und Zamana.
Zusammen mit einem anderen Musiker, dem Reggae-Künstler Sams‘K Le Jah, hat Smockey eine Demokratiebewegung angeführt, „Le Balai Citoyen“ (deutsch: „der Besen der Bürger“). Ziel war ein demokratischer Neustart in Burkina Faso und das Ende der 27 Jahre langen Alleinherrschaft von Blaise Compaoré. Letzteres gelang schließlich im Jahr 2014.

## Auszeichnungen
- 2005: Kundé d’or in der Kategorie Bester Künstler des Jahres in Burkina Faso
- 2010: Kora Award in der Kategorie Bester HipHop-Künstler[3]